# Tłoki
Tłoki – wieś w Polsce położona w województwie wielkopolskim, w powiecie wolsztyńskim, w gminie Wolsztyn.

## Historia
Miejscowość pierwotnie związana była z Wielkopolską. Ma metrykę średniowieczną i istnieje co najmniej od XIV wieku. Po raz pierwszy wymieniana w łacińskim dokumencie z 1393 jako  Tloky, w 1397 w dokumencie w języku niemieckim Tlock, w 1424 po polsku w odmianie w Tloczech, 1426 Tloki, 1495 Thloki, 1514 Thloky.
Miejscowość była początkowo własnością królewską, później przez nadanie stała się dobrami rycerskimi, a później szlacheckimi. Kodeks dyplomatyczny Wielkopolski wymienił pierwszego znanego dziedzica miejscowości oraz sąsiedniego Karpicka, którym był Pielgrzym Karpicki. Zastawił on włości Opactwu Cystersów w Paradyżu za 300 grzywien. W 1393 jego syn Grzymisław, mając nadaną od króla polskiego Władysława II Jagiełły wieś Chociszewo (Godziszewo), oddał ją klasztorowi w zamian za zastawione wcześniej Karpicko i Tłoki. Transakcja zatwierdzona została w Inowłodziu 14 stycznia 1393 roku. W 1397 Grzymek oraz Mikołaj von Kant z Komorowa potwierdzili tę zamianę wsi Chociszewo, nabytej przez nich trzy lata wcześniej od Koncze von Bonsdorfa z Cykowa za 35 grzywien groszy czeskich, na Tłokach i Karpicka.
Wieś ma bogatą dokumentację historyczną. Odnotowały ją wielokrotnie dokumenty prawne i własnościowe, a także regesty podatkowe. W 1441 w Tłokach było 13 łanów. W 1510 było 14 łanów osiadłych, 6 łanów opuszczonych oraz karczma. W 1530 odnotowano pobór podatków od 11 łanów oraz 6 groszy od koła młyńskiego. W 1563 miał miejsce pobór od 13 łanów, a jeden łan był spalony. Pobrano również podatki od karczmy dorocznej, od młyna o 2 kołach oraz od jednego rzemieślnika. W 1564 we wsi było 15 łanów, z których biskup poznański pobierał ze wsi fretony po 8 groszy na osobę. 1570 pobrano podatki z części Macieja Nieżuchowskiego od 7 łanów osiadłych po 30 groszy, od 2 zagrodników wymłóckowych po 4 grosze. Z części Stanisława Tłockiego pobrano po 30 groszy od 6 łanów osiadłych, po 4 grosze od 2 zagrodników, od po 4 grzywny rzemieślnika. W 1580 roku we wsi było 13 łanów, 4 zagrodników oraz jeden komornik. W 1581 miał miejsce pobór 30 groszy od 13 łanów osiadłych, po 4 grosze 4 zagrodników wymłóckowych, dwa grosze od jednego ubogiego komornika. 1582 pobór płaci Stanisław Tłocki.
W XVIII wieku dobra tłockie leżały w Rzeczypospolitej Obojga Narodów i należały do rodu Gajewskich z Wolsztyna, którzy zakupili je w 1793 roku wraz z sąsiednimi wsiami
Po rozbiorach Polski miejscowość znalazła się w zaborze pruskim. W okresie Wielkiego Księstwa Poznańskiego (1815–1848) miejscowość wzmiankowana jako Tłoki należała do wsi większych w ówczesnym powiecie babimojskim rejencji poznańskiej. Tłoki należały do rakoniewickiego okręgu policyjnego tego powiatu i stanowiły siedzibę majątku Tłoki, który należał wówczas do A. Gajewskiego. Według spisu urzędowego z 1837 roku Tłoki liczyły 266 mieszkańców, którzy zamieszkiwali 28 dymów (domostw).
WSłowniku geograficznym Królestwa Polskiego z końca XIX w. miejscowość wymieniona jest jako wieś leżąca w powiecie babimojskim. Dzieliła się na część wiejską, folwark oraz dwór Mycielskich. Według słownika pod koniec XIX w. część wiejska liczyła 57 domów, w których mieszkało 361 mieszkańców wyznania katolickiego. Liczyła 252 hektarów powierzchni, w tym 214 użytków rolnych, 3 łąk oraz 20 lasu. Folwark zwany Nowe Tłoki wchodził w skład części dworskiej Widzim i miał trzy domy, które zamieszkiwało 75 mieszkańców. Właścicielem części dworskiej był Stefan Gajewski. Ludność trudniła się rolnictwem, hodowlą bydła oraz ich ubojem.
W początku XX wieku własność hrabiego Stefana Mycielskiego, położona była w 1909 roku w powiecie babimojskim rejencji poznańskiej w Wielkim Księstwie Poznańskim.
W latach 1975–1998 miejscowość administracyjnie należała do województwa zielonogórskiego.
Zobacz też: Tłokinia Kościelna, Tłokinia Mała, Tłokinia Wielka